# Glover H. Cary
Glover H. Cary, född 1 maj 1885 i Calhoun i Kentucky, död 5 december 1936 i Cincinnati i Ohio, var en amerikansk politiker (demokrat). Han var ledamot av USA:s representanthus från 1931 fram till sin död.
Cary ligger begravd på Calhoun Cemetery i Calhoun, Kentucky.